# Бекство из Собибора
„Бекство из Собибора” је британски и југословенски ТВ филм први пут приказан 12. априла 1987. године.

## Улоге
| Глумац                | Улога                                 |
| --------------------- | ------------------------------------- |
| Алан Аркин            | Леон Фелдхендлер                      |
| Јоана Пакула          | Лука                                  |
| Рутгер Хауер          | поручник Александар Печерски          |
| Хартмут Бекер         | Густав Вагнер                         |
| Џeк Шепард            | Ицак Лихтман                          |
| Емил Волк             | Самуел Фрајберг                       |
| Сајмон Грегор         | Шломо Шмајцнер                        |
| Линал Хафт            | Оберкапо Порчек                       |
| Џејсон Норман         | Тојви Блат                            |
| Роберт Гвилим         | Хајм Енгел                            |
| Ели Нејтанстон        | Моше Шмајцнер                         |
| Курт Раб              | наредник Карл Френцел                 |
| Ерик Каспер           | капетан Франц Рајхлајтнер             |
| Хуго Бауер            | наредник Рудолф Бекман                |
| Клаус Гринберг        | наредник Ерих Бауер                   |
| Волфганг Батке        | наредник Хурст                        |
| Хенинг Гисел          | наредник Фаластер                     |
| Хенри Столов          | поручник Јохан Ниман                  |
| Улрих Хаупт           | наредник Јозеф Волф                   |
| Пети Лав              | Еда Фишер                             |
| Џудит Шарп            | Бајле Собол                           |
| Елис Ван Марсевен     | Селма Вајнберг                        |
| Дејвид Милер          | кројач Мундек                         |
| Џек Чисик             | Хершел Цукерман                       |
| Нед Вуковић           | Морис                                 |
| Сара Шугерман         | Наоми                                 |
| Питер Јонфилд         | Капо Штурм                            |
| Дијана Кржанић        | Естeр Тернер                          |
| Ирфан Менсур          | Александар "Калимали" Шубајев         |
| Зоран Стојиљковић     | Борис                                 |
| Светолик Никачевић    | Старац                                |
| Михаило Миша Јанкетић | Оберкапо Херберт "Берлинер" Нафтаниел |
| Дејан Чавић           | Капо Спиц                             |
| Златан Фазлагић       | Вајс                                  |
| Предраг Милинковић    | Капо Јакоб                            |
| Хауард К. Смит        | Наратор (глас)                        |
| Гојко Балетић         | Стражар (непотписан)                  |
| Светислав Гонцић      | Баштован (непотписан)                 |
| Милан Ерак            | СС Каплaр (непотписан)                |
| Јелена Жигон          | Шломова мајка (непотписана)           |
| Растислав Јовић       | Шломов отац (непотписан)              |
| Ерол Кадић            | Баштован (непотписан)                 |
| Мирољуб Лешо          | логораш (непотписан)                  |
| Божидар Павићевић     | каплар Иван Клат (непотписан)         |
| Драгомир Станојевић   | Стражар (непотписан)                  |
| Предраг Тодоровић     | Стражар (непотписан)                  |